# Reichsburg Cochem
Le Reichsburg Cochem, parfois écrit Kockheim, littéralement « château impérial de Cochem », est un château allemand bâti sur une colline qui domine d'une centaine de mètres la vallée de la Moselle à Cochem, en Rhénanie-Palatinat.

## Historique
Le Reichsburg Cochem a été probablement construit vers l'an 1000. Successivement siège des comtes Palatins, demeure impériale de la dynastie des Hohenstaufen, il devient la propriété des Princes-Électeurs et des archevêques de Trèves.
En 1689, lors de la guerre de la Ligue d'Augsbourg, sous le règne de Louis XIV, le château est détruit par les troupes françaises, comme plusieurs autres fortifications des vallées du Rhin et de la Moselle. 
Cochem et son château sont occupés et gouvernés par les Français lors des guerres napoléoniennes.
Au XIXe siècle, Louis Ravené, un industriel prussien, rachète le domaine. Entre 1868 et 1877, il entreprend la reconstruction du château en style néo-gothique, d'après d'anciens plans, et l'aménage confortablement.
En 1942, le château passe dans le domaine public. Il appartient à la ville de Cochem depuis 1978.

## Visite

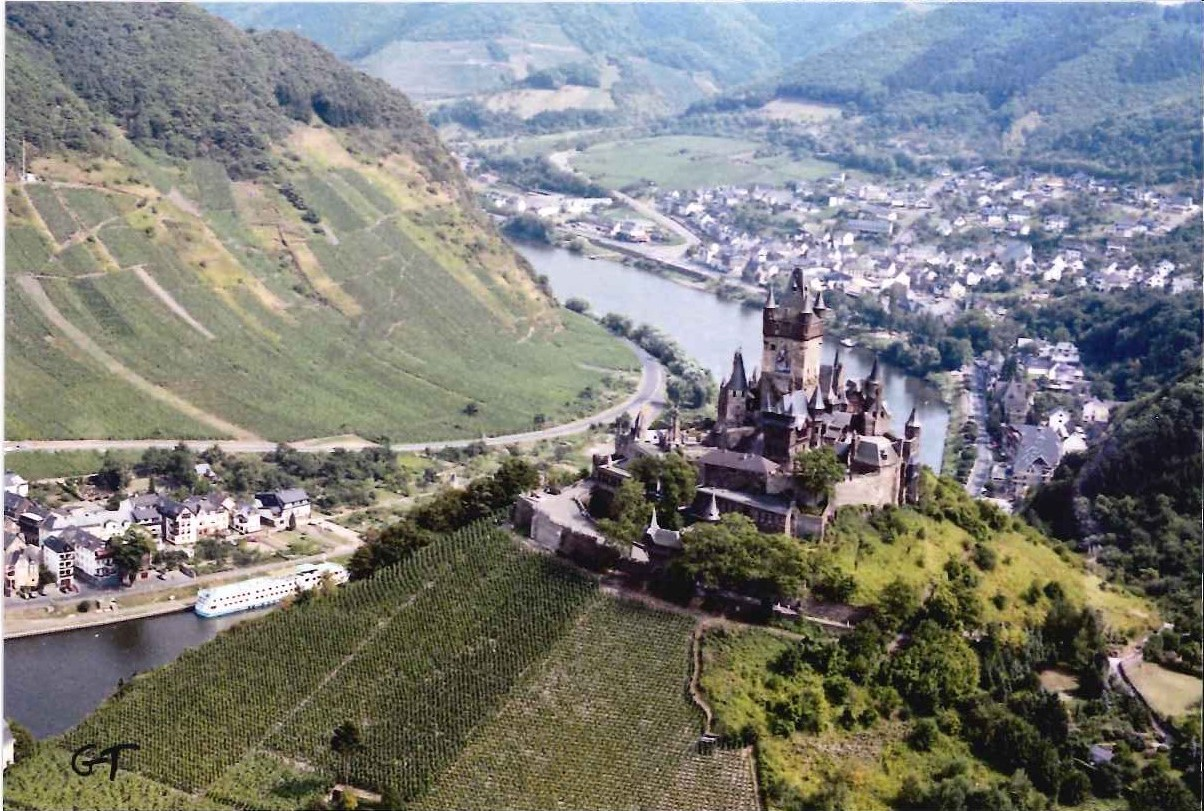
Vue aérienne du château.

Le château comporte 50 pièces, dont 6 sont meublées et font l'objet d'une visite guidée : 
- Salle à manger renaissance, remarquable pour ses boiseries
- Pièce pour les dames(en renovation) : meubles XVIIIe siècle ornés de marqueterie, cheminée couverte de carreaux de faïences de Delft.
- Pièce romane, d'après le forme des voûtes du plafond. Un passage secret, long de 1 km, la relie au monastère des Capucins situé en centre ville.
- Salle de chasse
- Salle des chevaliers, de style gothique, la plus importante du château.
- Salle d'armes.

Dans la cour se trouve un puits, profond de 50 mètres. On peut également observer le beffroi, orné de quatre tourelles, et la tour des sorcières, seul vestige intact de l'ancien château.

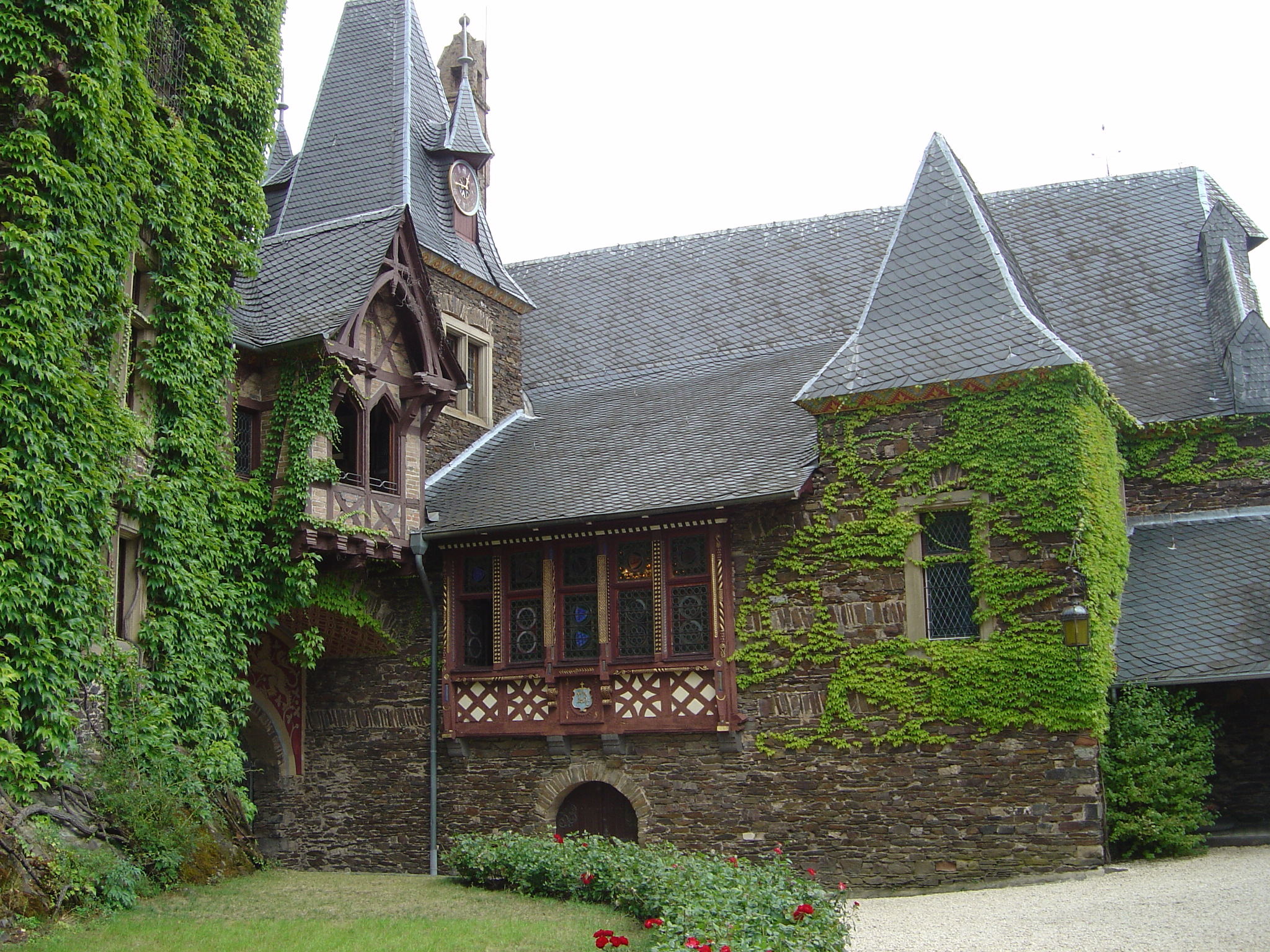
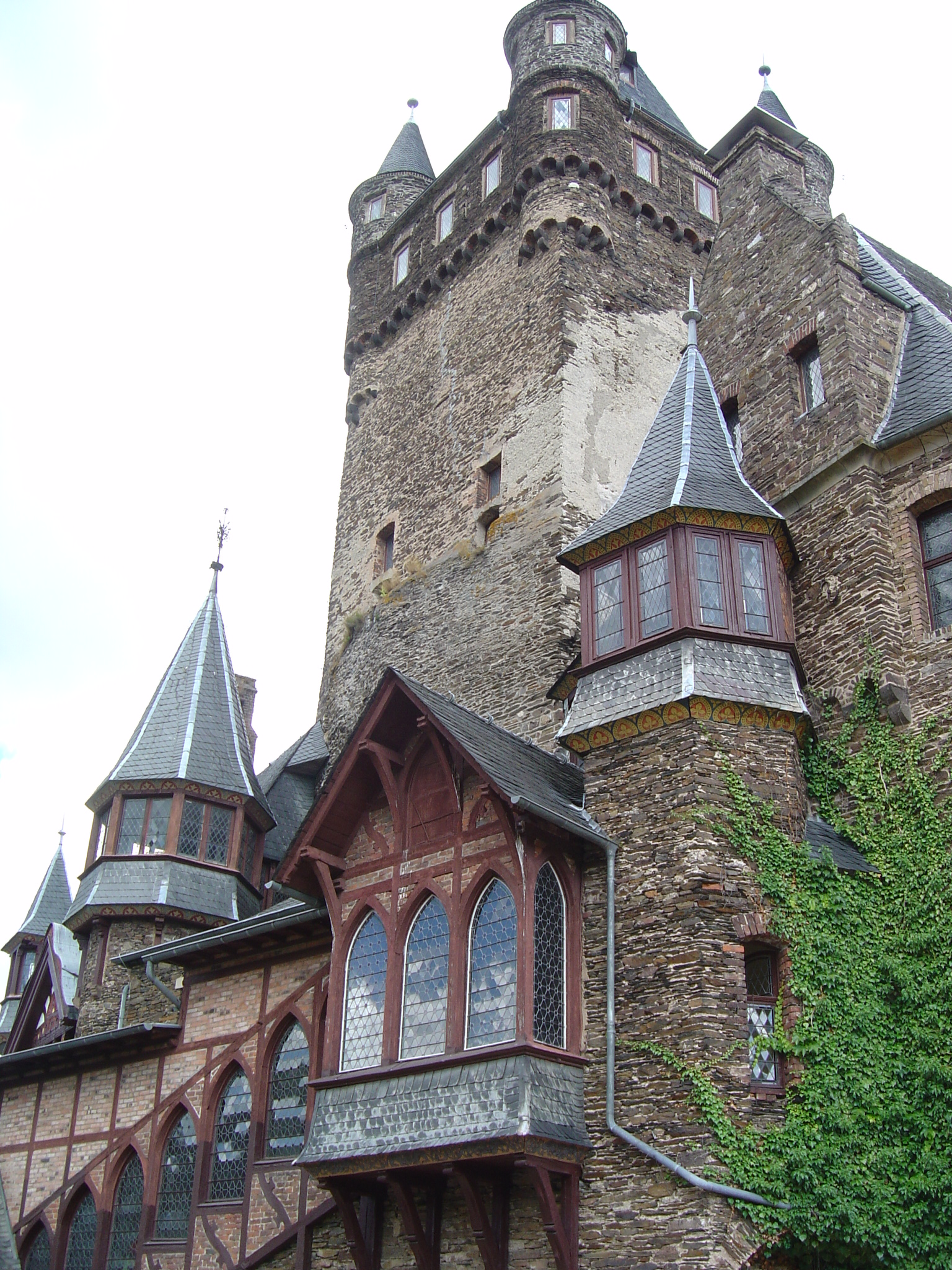
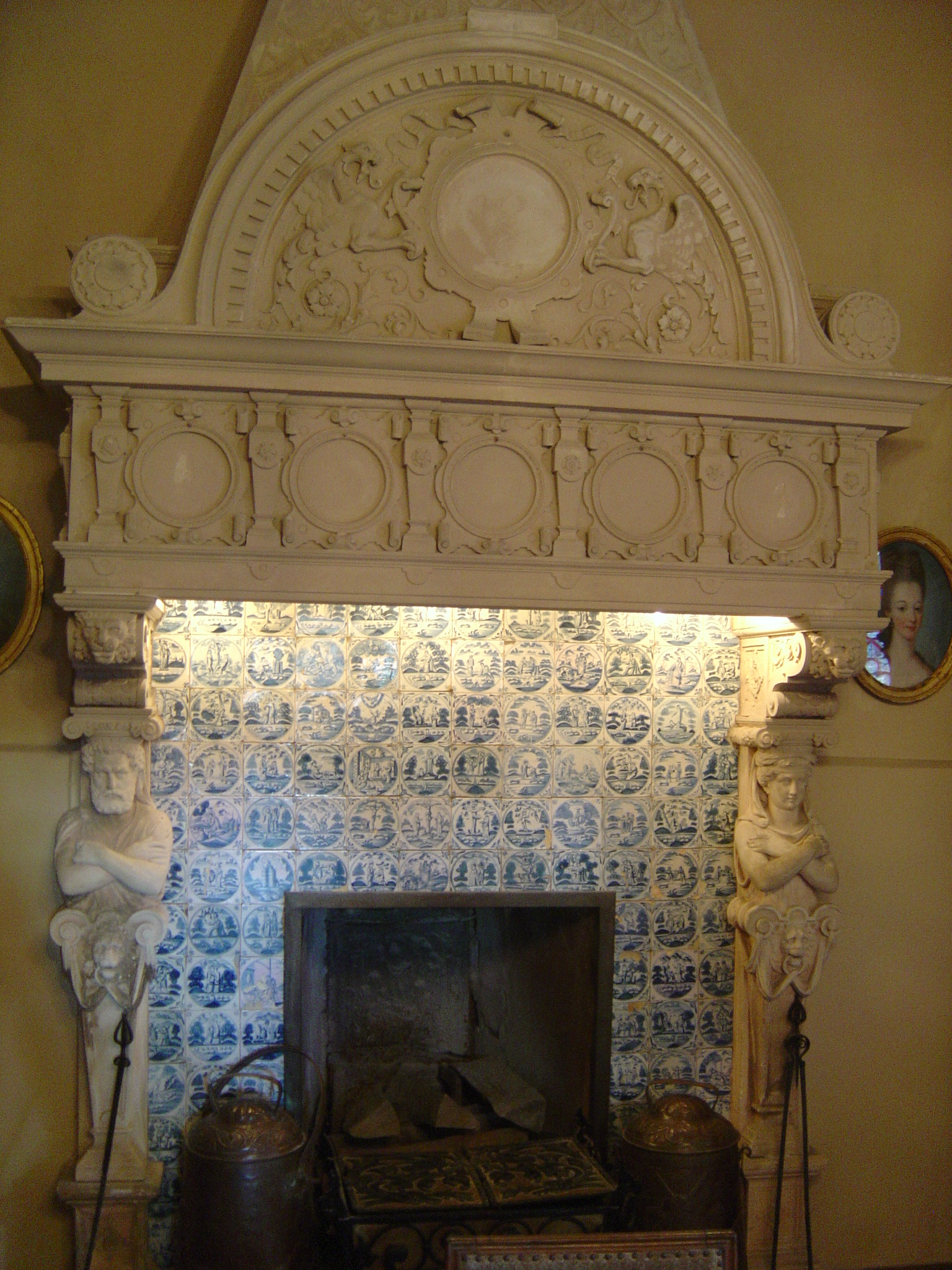
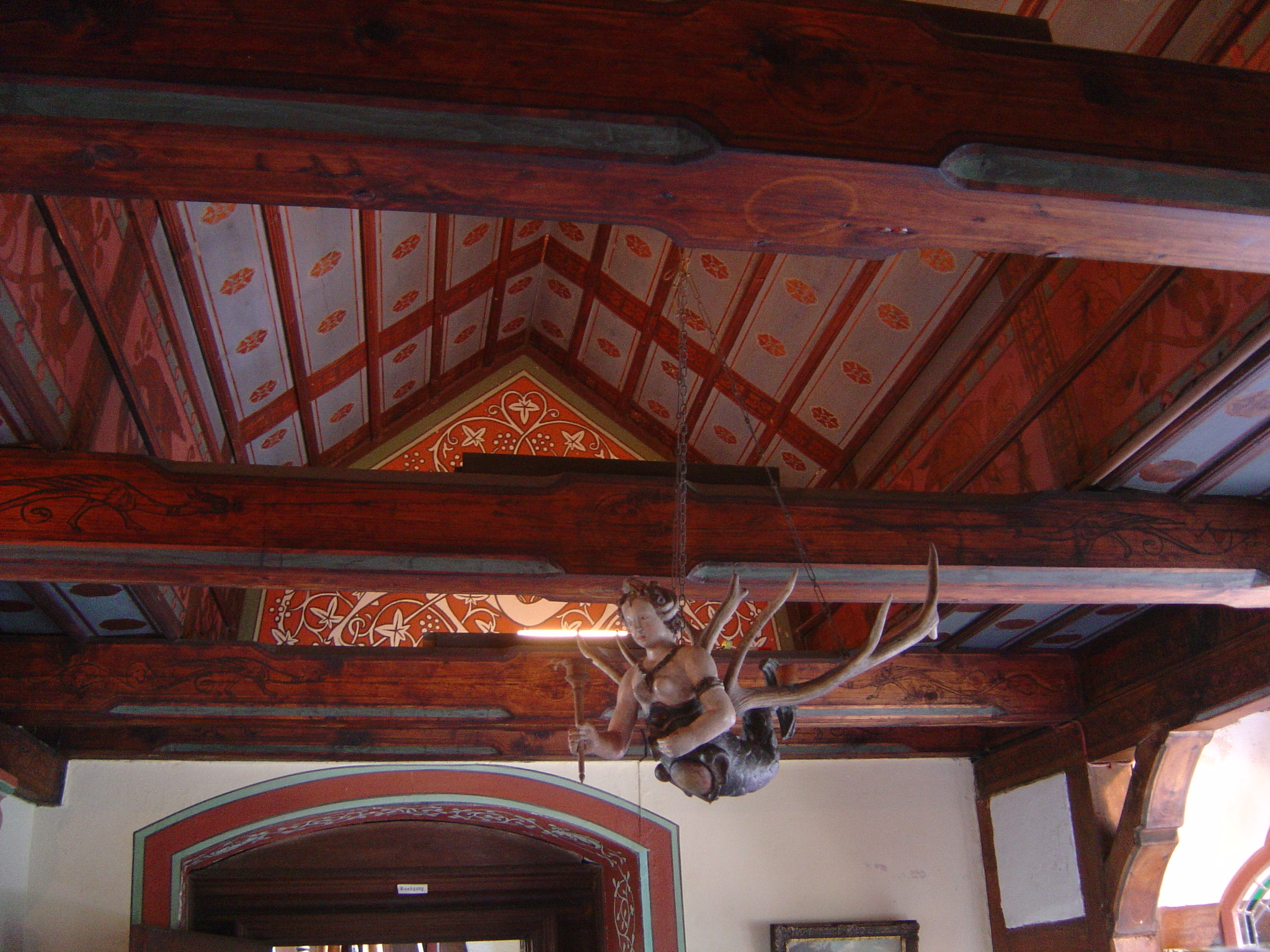
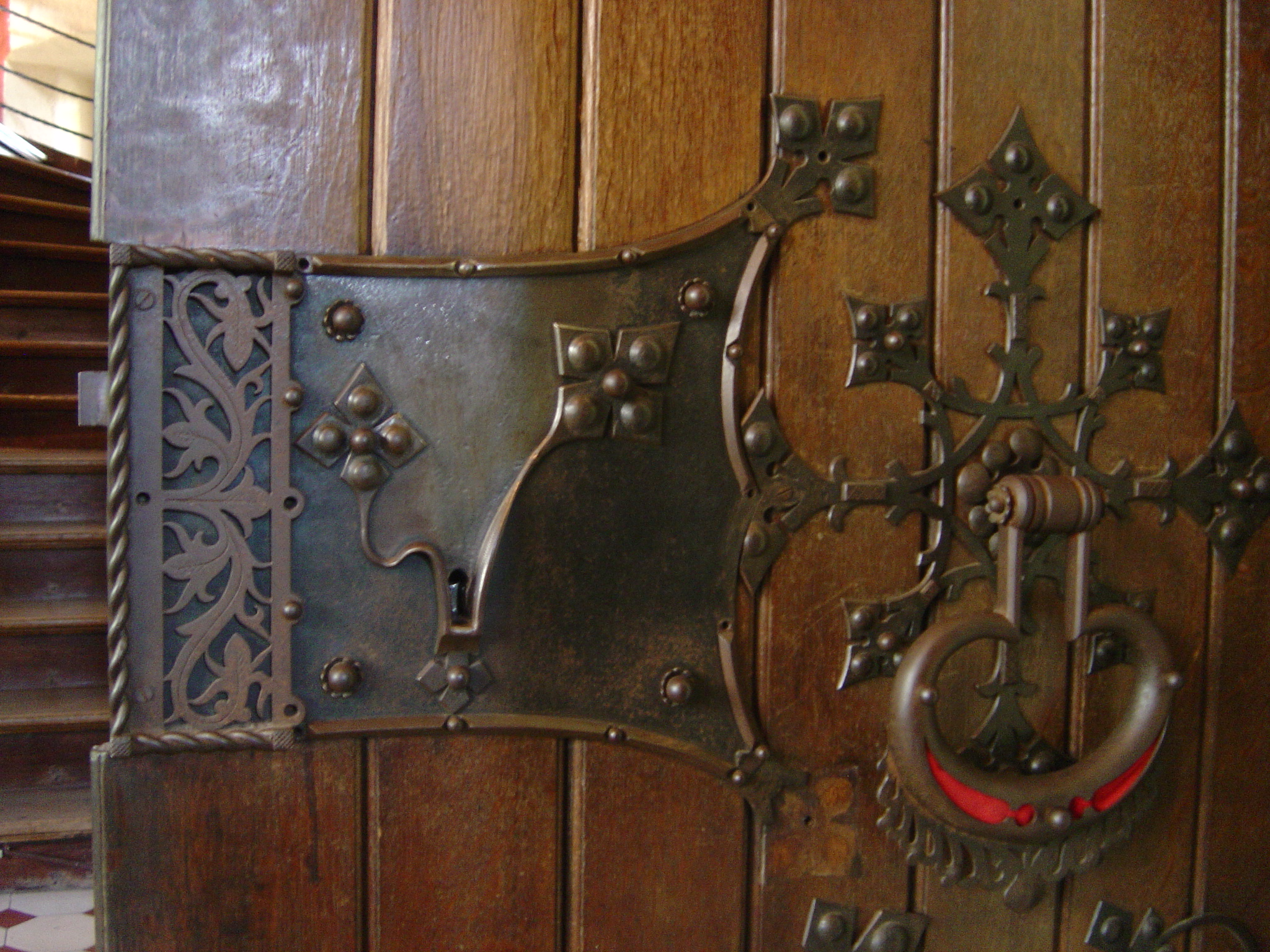
Glissière à clef
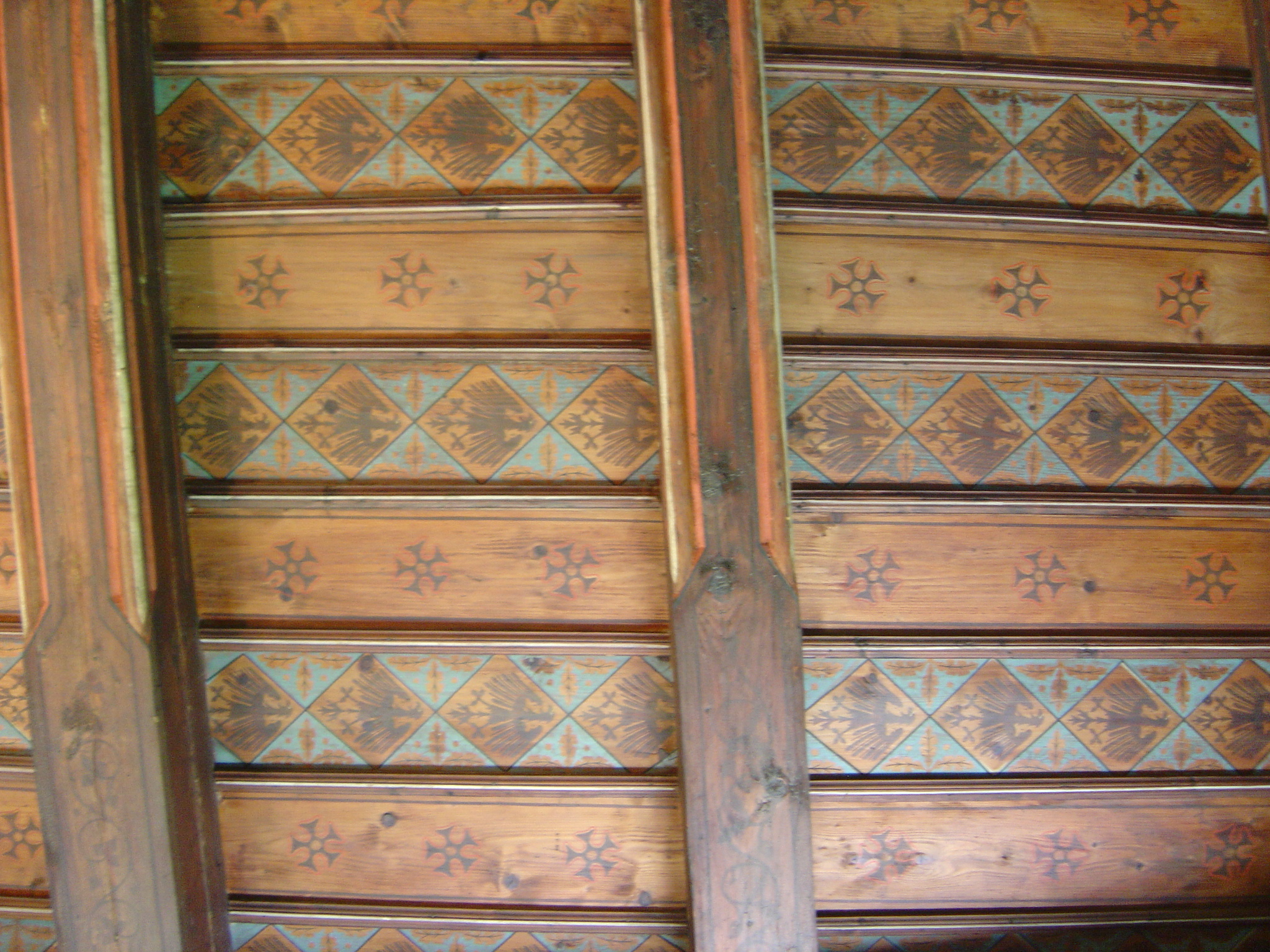
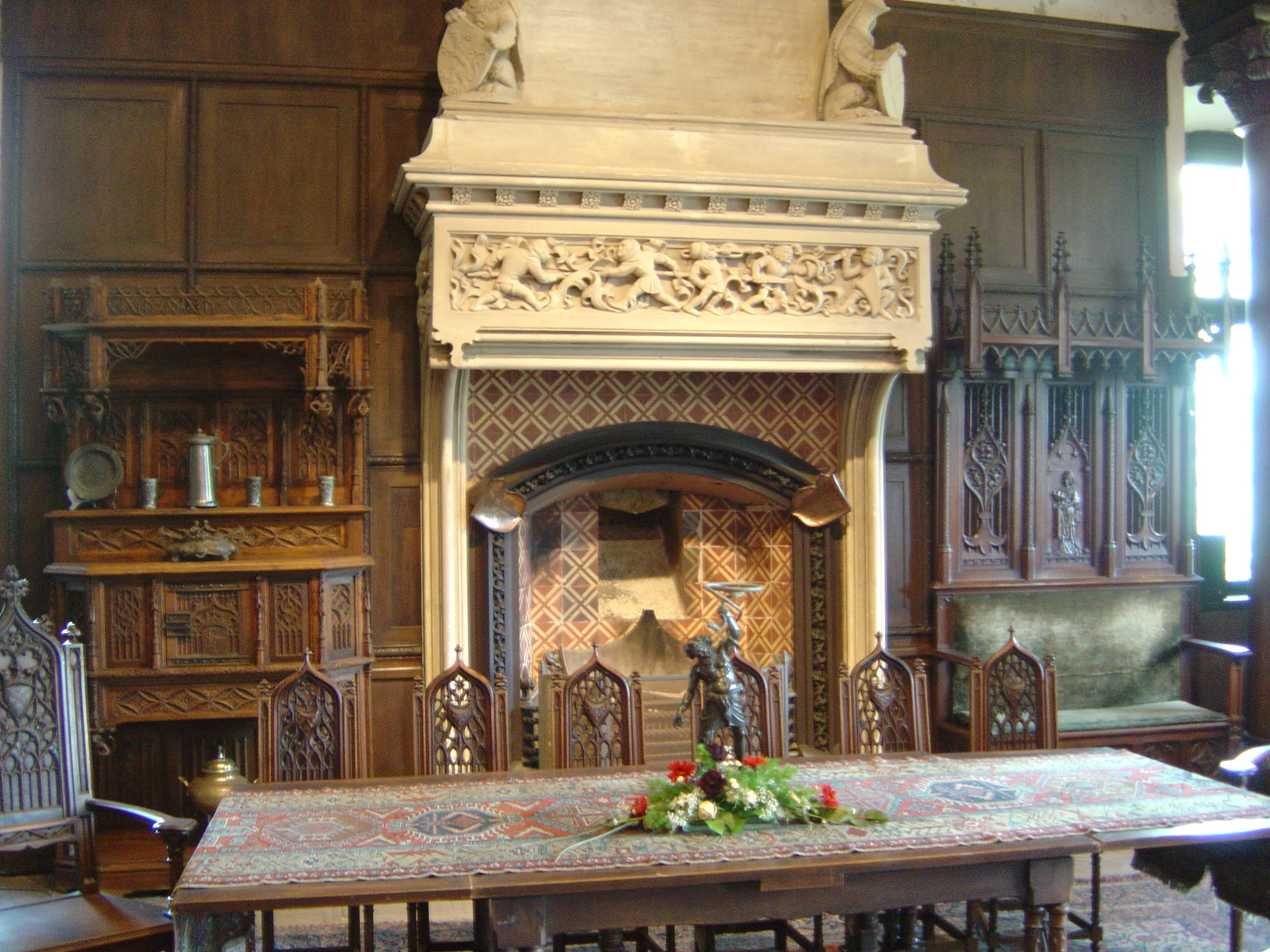
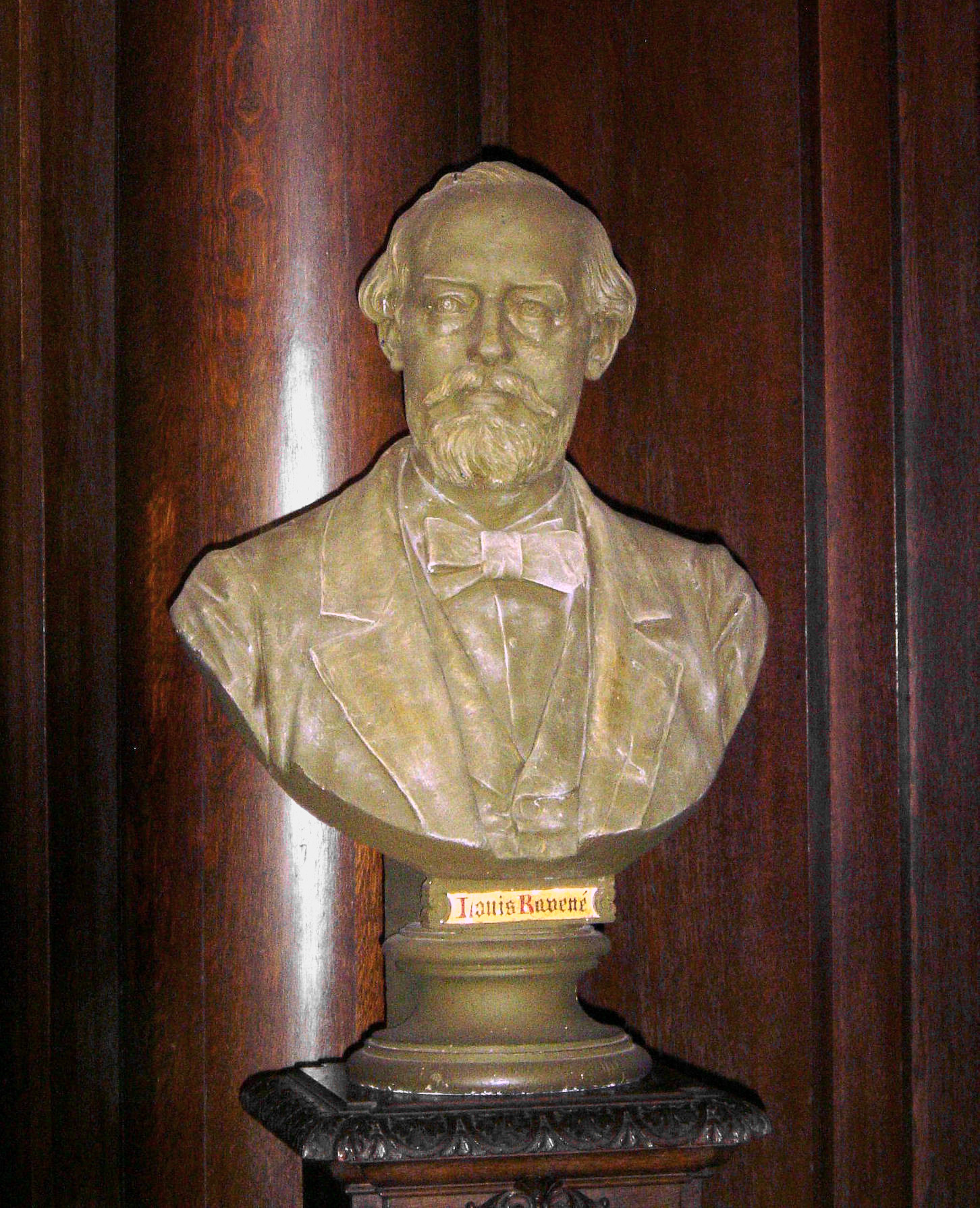
Louis Ravené
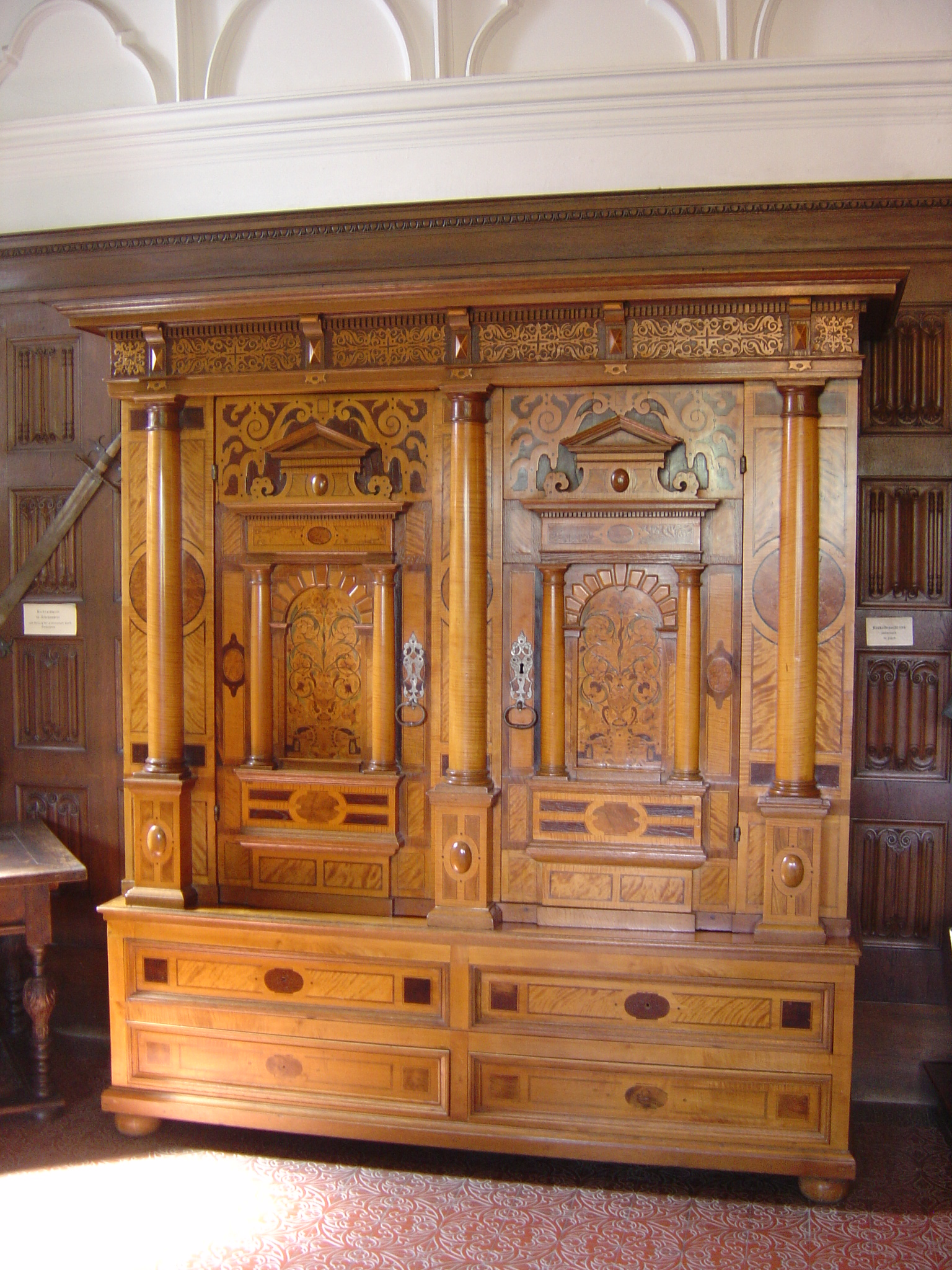
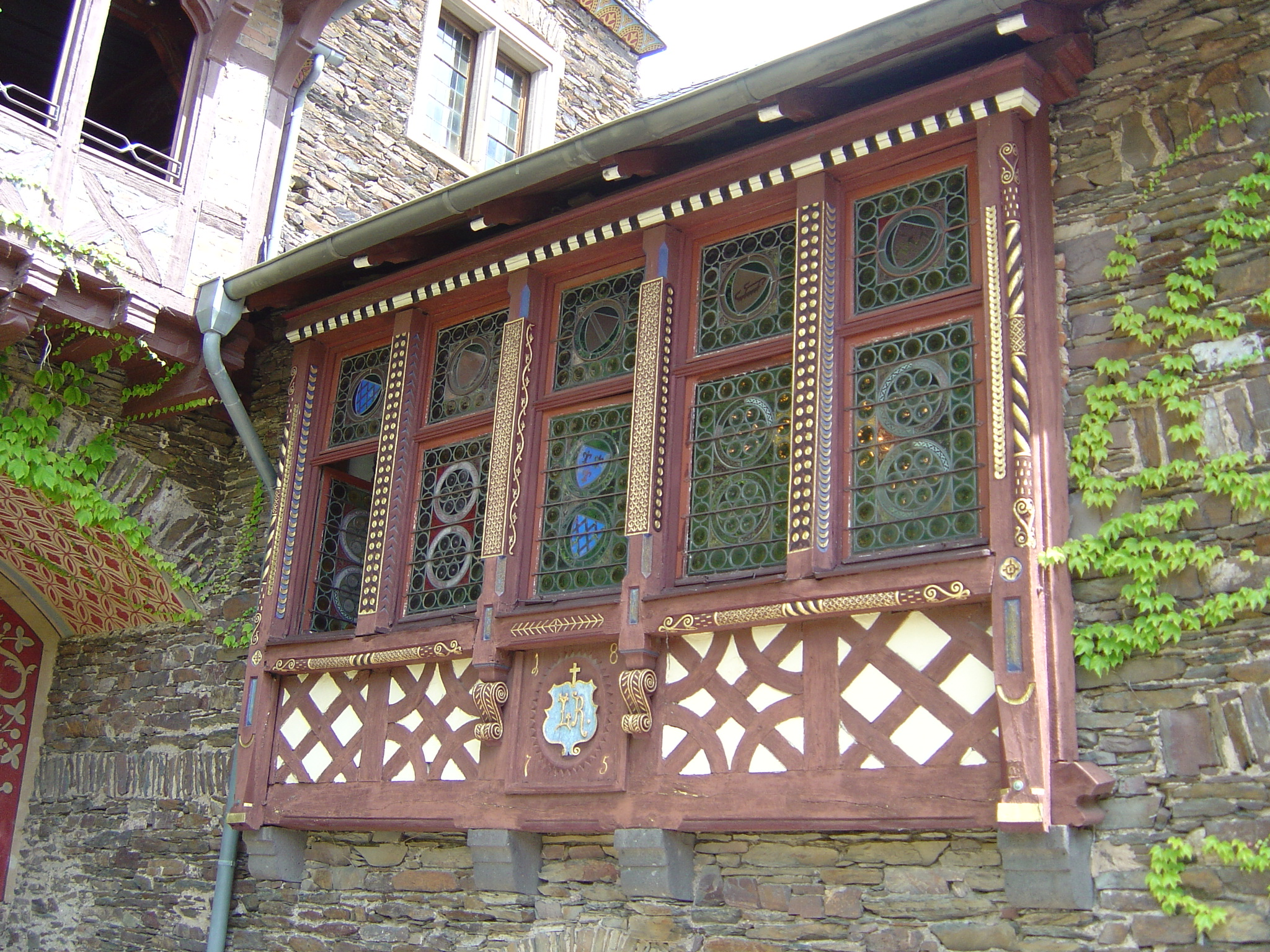
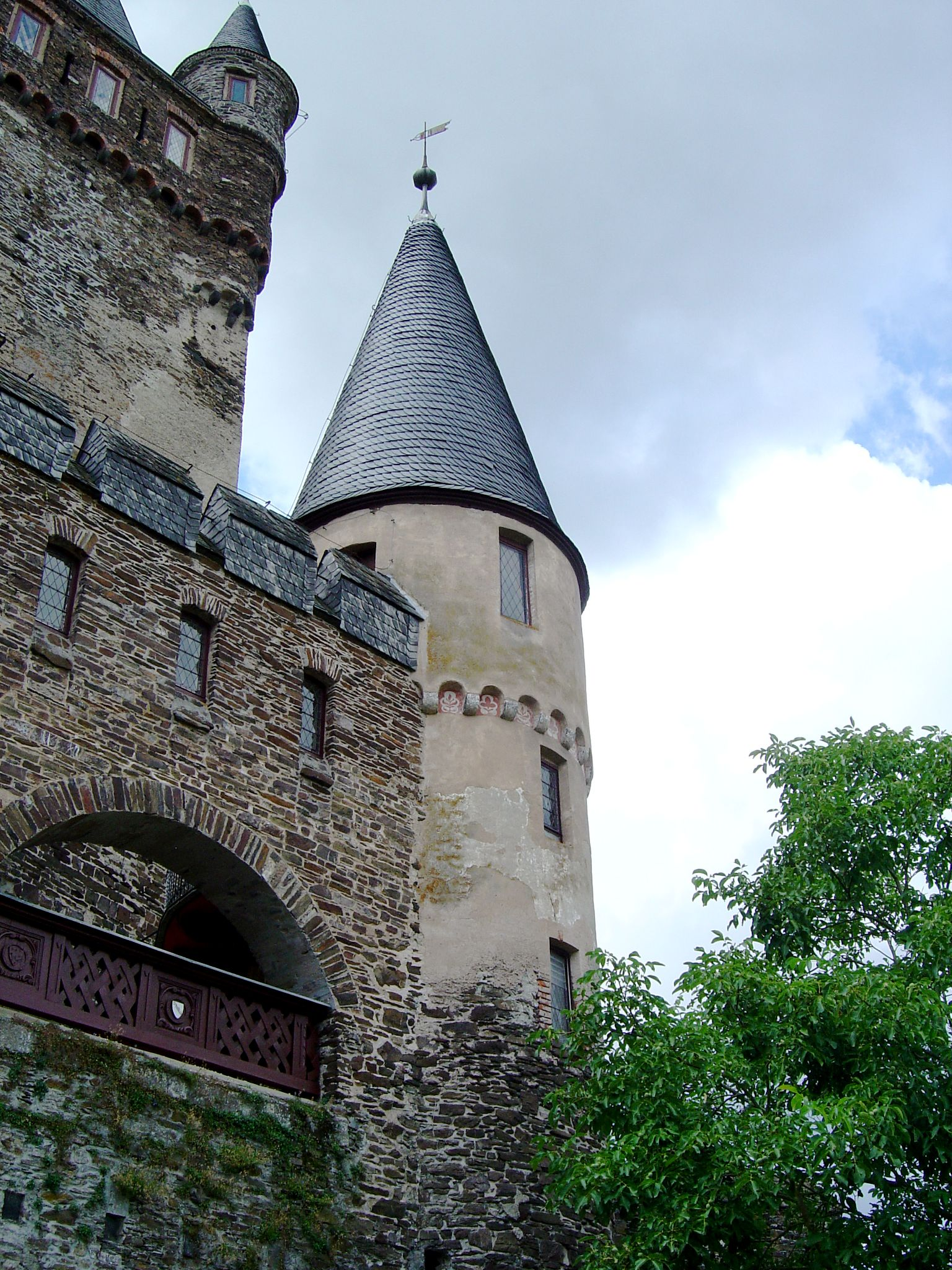
Tour des sorcières
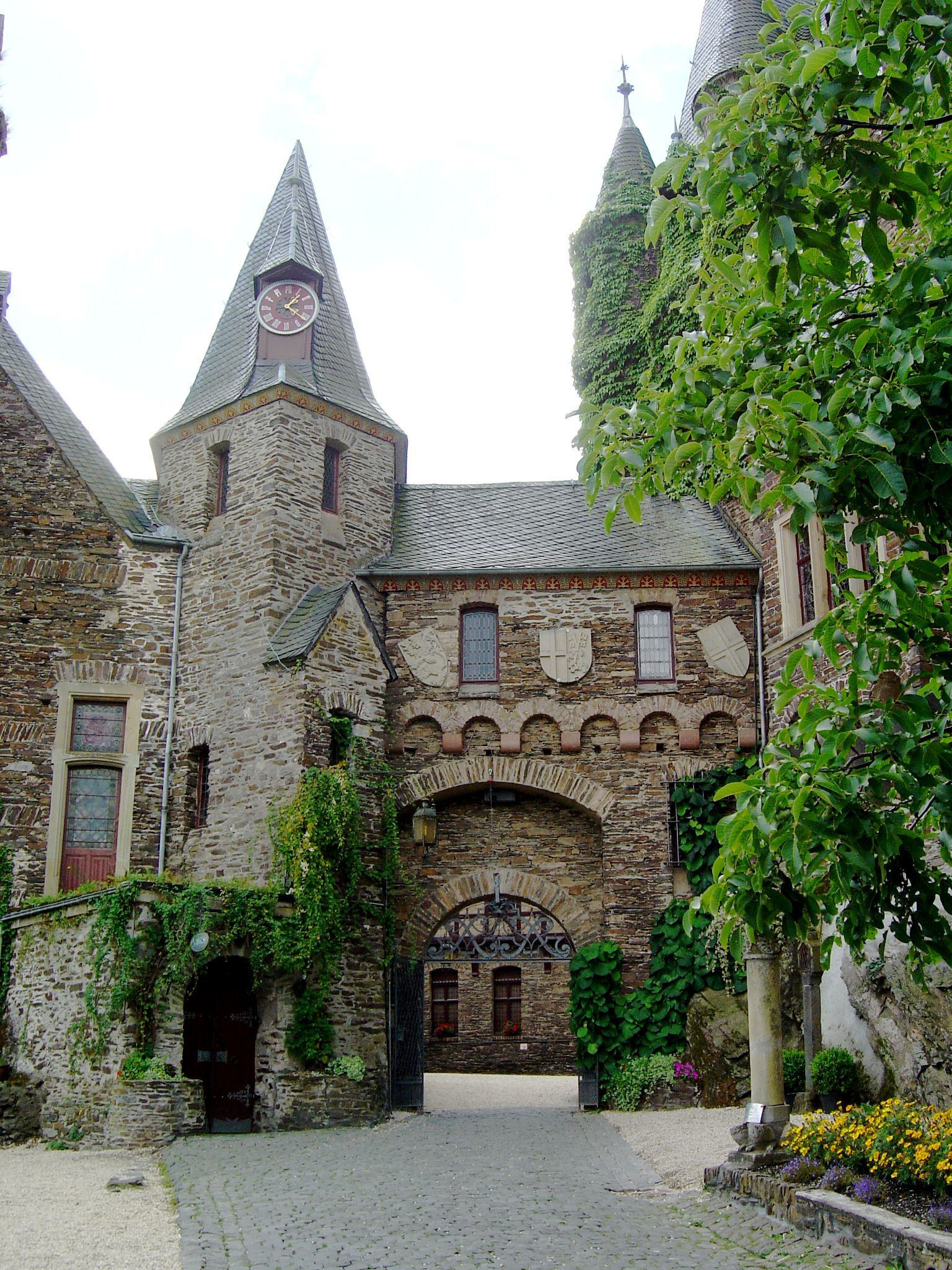
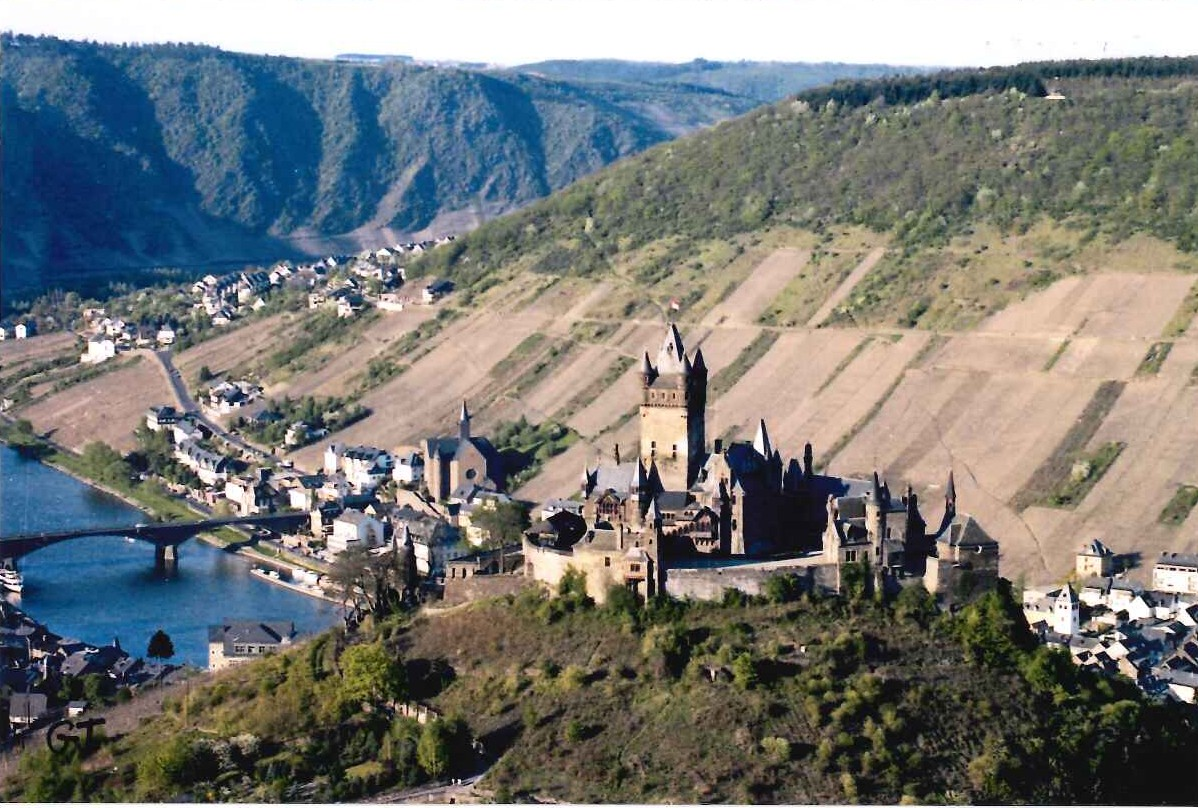